# Incaspiza personata
Incaspiza personata là một loài chim trong họ Thraupidae.